# Championnat d'Autriche de football 2011-2012
Navigation
Bundesliga 2010-2011 Bundesliga 2012-2013
La saison 2011-2012 du championnat d'Autriche est la 101e saison de l'histoire de la compétition. Le premier niveau du championnat oppose dix clubs autrichien  en une série de trente-six rencontres, disputées selon le système aller-retour où les différentes équipes s'affrontent deux fois par phase. La saison a commencé le 16 juillet 2011 et prendra fin le 17 mai 2012.
Les trois premières places de ce championnat sont qualificatives pour les compétitions européennes que sont la Ligue des Champions et la Ligue Europa. Une quatrième place est attribuée au vainqueur de la coupe nationale.
Le LASK Linz relégué à l'issue de la saison 2010-2011 est remplacé par le champion d'Este Liga l'Admira Wacker Mödling de retour après cinq ans.
C'est le club de Red Bull Salzbourg qui remporte la compétition après avoir terminé en tête du classement final, avec six points d'avance sur le Rapid Vienne et treize sur le club promu de D2, l'Admira Wacker Mödling. Il s'agit du septième titre de champion d'Autriche de l'histoire du club, qui réussit même le doublé en s'imposant face au SV Ried en finale de la Coupe d'Autriche.

## Équipes
| \| Admira Austria Kapfenberg Mattersburg Ried Salzbourg Rapid Sturm Graz W. Innsbruck W. Neustadt \| Localisation des clubs |
| Admira Austria Kapfenberg Mattersburg Ried Salzbourg Rapid Sturm Graz W. Innsbruck W. Neustadt                              |

### Participants et Localisation
Légende des couleurs
- Deuxième tour de qualification de la Ligue des Champions 2011-2012
- Troisième tour de qualification de la Ligue Europa 2011-2012
- Deuxième tour de qualification de la Ligue Europa 2011-2012
- Promu de Erste Liga

| Club                  | Ville            | Stade                 | Capacité |
| --------------------- | ---------------- | --------------------- | -------- |
| Admira Wacker Mödling | Mödling          | Trenkwalder Arena     | 12 000   |
| Austria Vienne        | Vienne           | Stade Franz Horr      | 13 400   |
| Kapfenberger SV       | Kapfenberg       | Stade Franz-Fekete    | 12 000   |
| SV Mattersburg        | Mattersburg      | Pappelstadion         | 17 100   |
| Rapid Vienne          | Vienne           | Stade Gerhard Hanappi | 18 500   |
| Red Bull Salzbourg    | Salzbourg        | Red Bull Arena        | 31 895   |
| SV Ried               | Ried im Innkreis | Keine Sorgen Arena    | 7 700    |
| Sturm Graz            | Graz             | UPC-Arena             | 15 312   |
| Wacker Innsbruck      | Innsbruck        | Tivoli Neu            | 17 400   |
| SC Wiener Neustadt    | Wiener Neustadt  | Stade Wiener Neustadt | 10 000   |

### Informations équipes
| Club               | Entraineur         | Capitaine         | Équipementier | Sponsor             |
| ------------------ | ------------------ | ----------------- | ------------- | ------------------- |
| Admira Wacker      | Dietmar Kühbauer   | Christopher Dibon | Puma          | Trenkwalder         |
| Austria Vienne     | Karl Daxbacher     | -                 | Nike          | Verbund             |
| Kapfenberger SV    | Werner Gregoritsch | -                 | Erima         | Superfund           |
| SV Mattersburg     | Franz Lederer      | -                 | Umbro         | Koch Bau            |
| Rapid Vienne       | Peter Schöttel     | Steffen Hofmann   | Adidas        | Wien Energie        |
| Red Bull Salzbourg | Ricardo Moniz      | Eddie Gustafsson  | Adidas        | Red Bull            |
| SV Ried            | Paul Gludovatz     | Oliver Glasner    | Nike          | Josko               |
| Sturm Graz         | Franco Foda        | -                 | Jako          | Puntigamer          |
| Wacker Innsbruck   | Walter Kogler      | Alexander Hauser  | Jako          | Tiroler Wasserkraft |
| SC Wiener Neustadt | Peter Stöger       | Johannes Aigner   | Erima         | Magna               |

## Autour du championnat

### La campagne européenne des clubs autrichiens
| Ligue des Champions | Ligue des Champions | Ligue des Champions | Ligue des Champions |
| Tour                | Club                | Adversaire          | Score               |
| ------------------- | ------------------- | ------------------- | ------------------- |
| 2e                  | Sturm Graz          | Videoton ¹          | 2-0 / 2-3           |
| 3e                  | Sturm Graz          | Zestafoni ¹         | 1-1 / 1-0           |
| Barr.               | Sturm Graz          | BATE                | 1-1 / 0-2           |

| Ligue Europa | Ligue Europa | Ligue Europa | Ligue Europa |
| Tour         | Club         | Adversaire   | Score        |
| ------------ | ------------ | ------------ | ------------ |
| 2e           | RB Salzbourg | Metalurgs ¹  | 1-4 / 0-0    |
| 2e           | Austria      | Rudar ¹      | 0-3 / 2-0    |
| 3e           | Austria      | Olimpija ¹   | 1-1 / 3-2    |
| 3e           | RB Salzbourg | Senica ¹     | 1-0 / 0-3    |
| 3e           | SV Ried      | Brøndby      | 2-0 / 2-4 E  |
| Barr.        | SV Ried      | PSV          | 0-0 / 0-5    |
| Barr.        | RB Salzbourg | Omonia ¹     | 2-1 / 0-1 E  |
| Barr.        | Austria      | G. Mediaş ¹  | 3-1 / 0-1    |

| Ligue des Champions | Ligue des Champions | Ligue des Champions | Ligue des Champions |
| Tour                | Club                | Adversaire          | Score               |
| ------------------- | ------------------- | ------------------- | ------------------- |
| 2e                  | Sturm Graz          | Videoton ¹          | 2-0 / 2-3           |
| 3e                  | Sturm Graz          | Zestafoni ¹         | 1-1 / 1-0           |
| Barr.               | Sturm Graz          | BATE                | 1-1 / 0-2           |

| Ligue Europa | Ligue Europa | Ligue Europa | Ligue Europa |
| Tour         | Club         | Adversaire   | Score        |
| ------------ | ------------ | ------------ | ------------ |
| 2e           | RB Salzbourg | Metalurgs ¹  | 1-4 / 0-0    |
| 2e           | Austria      | Rudar ¹      | 0-3 / 2-0    |
| 3e           | Austria      | Olimpija ¹   | 1-1 / 3-2    |
| 3e           | RB Salzbourg | Senica ¹     | 1-0 / 0-3    |
| 3e           | SV Ried      | Brøndby      | 2-0 / 2-4 E  |
| Barr.        | SV Ried      | PSV          | 0-0 / 0-5    |
| Barr.        | RB Salzbourg | Omonia ¹     | 2-1 / 0-1 E  |
| Barr.        | Austria      | G. Mediaş ¹  | 3-1 / 0-1    |

| Ligue Europa | Ligue Europa | Ligue Europa              | Ligue Europa              |
| Tour         | Club         | Adversaires               | Scores                    |
| ------------ | ------------ | ------------------------- | ------------------------- |
| Gr.          | RB Salzbourg | Paris SG Slovan A. Bilbao | 3-1 / 0 3-0 / 0 2-2 / 0-1 |
| Gr.          | Austria      | Metalist Malmö AZ         | 1-2 / 0 1-2 / 0 2-2 / 2-2 |
| Gr.          | Sturm Graz   | Lokomotiv AEK Anderlecht  | 1-2 / 0 1-2 / 0 0-2 / 3-0 |

| Ligue Europa | Ligue Europa | Ligue Europa              | Ligue Europa              |
| Tour         | Club         | Adversaires               | Scores                    |
| ------------ | ------------ | ------------------------- | ------------------------- |
| Gr.          | RB Salzbourg | Paris SG Slovan A. Bilbao | 3-1 / 0 3-0 / 0 2-2 / 0-1 |
| Gr.          | Austria      | Metalist Malmö AZ         | 1-2 / 0 1-2 / 0 2-2 / 2-2 |
| Gr.          | Sturm Graz   | Lokomotiv AEK Anderlecht  | 1-2 / 0 1-2 / 0 0-2 / 3-0 |

## Compétition

### Classement
Pour départager les équipes en cas d'égalité les critères suivants sont utilisés:
1. Différence de buts
2. Buts marqués
3. Fair-play

| Rang | Équipe                     | Pts | J  | G  | N  | P  | Bp | Bc | Diff |
| ---- | -------------------------- | --- | -- | -- | -- | -- | -- | -- | ---- |
| 1    | Red Bull Salzbourg C       | 68  | 36 | 19 | 11 | 6  | 60 | 30 | +30  |
| 2    | SK Rapid Vienne            | 62  | 36 | 16 | 14 | 6  | 59 | 30 | +29  |
| 3    | FC Admira Wacker Mödling P | 55  | 36 | 15 | 10 | 11 | 59 | 52 | +7   |
| 4    | FK Austria Vienne          | 54  | 36 | 14 | 12 | 10 | 52 | 44 | +8   |
| 5    | SK Sturm Graz T            | 51  | 36 | 12 | 15 | 9  | 47 | 41 | +6   |
| 6    | SV Ried                    | 48  | 36 | 11 | 15 | 10 | 44 | 38 | +6   |
| 7    | FC Wacker Innsbruck (2002) | 45  | 36 | 10 | 15 | 11 | 36 | 45 | -9   |
| 8    | SV Mattersburg             | 36  | 36 | 9  | 11 | 16 | 41 | 43 | -2   |
| 9    | SC Magna Wiener Neustadt   | 33  | 36 | 6  | 15 | 15 | 26 | 51 | -25  |
| 10   | Kapfenberger SV            | 23  | 36 | 5  | 8  | 23 | 21 | 66 | -45  |

| Légende : Qualifications et relégations | Légende : Qualifications et relégations                                                                     |
| --------------------------------------- | --- |
|                                         | Qualification pour le 2e tour préliminaire de la Ligue des clubs champions 2012-2013                        |
|                                         | Qualification pour le 3e tour préliminaire de la Ligue Europa 2012-2013                                     |
|                                         | Qualification pour le 2e tour préliminaire de la Ligue Europa 2012-2013                                     |
|                                         | Relégation en 2e division autrichienne                                                                      |
|                                         | T : Tenant du titre 2010-2011 C : Vainqueur de la Coupe d'Autriche 2011-2012 P : Promu de deuxième division |

### Résultats
| Résultats (▼dom., ►ext.) | ADM | AWI | KAP | MAT | RWI | RBS | RIE | STU | WKR | WN  | ADM | AWI | KAP | MAT | RWI | RBS | RIE | STU | WKR | WN  |
| Admira                   |     | 0-3 | 1-1 | 2-1 | 4-3 | 2-1 | 1-1 | 4-2 | 3-2 | 3-0 |     | 3-2 | 3-1 | 0-1 | 0-4 | 2-2 | 1-1 | 2-0 | 1-1 | 2-0 |
| Austria Wien             | 2-4 |     | 5-0 | 0-0 | 1-1 | 3-2 | 2-1 | 2-1 | 2-2 | 2-2 | 2-1 |     | 0-1 | 1-0 | 0-0 | 1-1 | 2-0 | 1-1 | 3-0 | 3-1 |
| Kapfenberger SV          | 0-0 | 2-2 |     | 1-0 | 0-0 | 1-3 | 1-3 | 3-0 | 2-3 | 0-2 | 2-3 | 1-0 |     | 1-1 | 0-2 | 0-1 | 0-0 | 0-0 | 0-1 | 1-0 |
| SV Mattersburg           | 0-0 | 2-4 | 2-0 |     | 1-2 | 3-0 | 2-3 | 3-3 | 1-1 | 1-2 | 1-2 | 2-0 | 2-0 |     | 0-1 | 0-1 | 4-1 | 0-2 | 0-1 | 0-1 |
| Rapid Vienne             | 2-0 | 0-3 | 5-1 | 1-1 |     | 4-2 | 0-0 | 3-2 | 0-0 | 1-1 | 2-1 | 0-0 | 3-0 | 1-1 |     | 0-1 | 1-0 | 1-1 | 2-0 | 2-1 |
| Red Bull Salzbourg       | 2-1 | 2-0 | 6-0 | 0-0 | 0-0 |     | 1-1 | 1-1 | 1-1 | 3-0 | 2-0 | 3-0 | 2-0 | 0-1 | 3-1 |     | 2-0 | 0-0 | 2-0 | 2-1 |
| SV Ried                  | 1-1 | 2-1 | 1-0 | 1-0 | 1-1 | 1-3 |     | 1-1 | 1-0 | 2-0 | 2-1 | 0-1 | 3-0 | 2-0 | 2-3 | 0-1 |     | 1-1 | 1-1 | 2-2 |
| Sturm Graz               | 3-1 | 5-1 | 1-0 | 2-2 | 1-0 | 2-1 | 1-0 |     | 1-1 | 5-0 | 0-3 | 3-1 | 2-1 | 1-0 | 0-0 | 2-2 | 0-0 |     | 1-0 | 0-1 |
| Wacker Innsbruck         | 2-2 | 0-0 | 3-1 | 1-1 | 0-3 | 0-1 | 0-5 | 1-0 |     | 2-0 | 2-1 | 0-1 | 2-0 | 3-6 | 2-1 | 1-1 | 0-0 | 1-1 |     | 2-0 |
| Wiener Neustadt          | 0-0 | 1-1 | 2-0 | 1-2 | 0-2 | 0-0 | 2-2 | 3-1 | 0-0 |     | 1-4 | 0-0 | 0-0 | 0-0 | 0-0 | 1-5 | 1-1 | 0-0 | 0-0 |     |

## Bilan de la saison
| Championnat d'Autriche de football 2011-2012 |                               |
| Champion                                     | Red Bull Salzbourg (7e titre) |
| Coupes et trophées                           |                               |
| Vainqueur de la Coupe d'Autriche 2011-2012   | Red Bull Salzbourg            |
| Qualifications continentales                 |                               |
| Ligue des champions de l'UEFA 2012-2013      | Red Bull Salzbourg            |
| Ligue Europa 2012-2013                       | Rapid Vienne                  |
| Ligue Europa 2012-2013                       | Admira Wacker                 |
| Ligue Europa 2012-2013                       | SV Ried                       |
| Promotions et relégations                    |                               |
| Promus en Bundesliga                         | Wolfsberger AC                |
| Relégués en First League                     | Kapfenberger SV               |